# Comuna Iareskî, Șîșakî
Iareskî (în ucraineană Яреськи) este o comună în raionul Șîșakî, regiunea Poltava, Ucraina, formată din satele Buhunî, Honceari, Hvalkî, Iareskî (reședința), Nîjni Iareskî și Sosnivka.

## Demografie
Componența lingvistică a comunei Iareskî
     Ucraineană (96,37%)
     Rusă (3,09%)
     Alte limbi (0,28%)
Conform recensământului din 2001, majoritatea populației comunei Iareskî era vorbitoare de ucraineană (96,37%), existând în minoritate și vorbitori de rusă (3,09%).